# Pseudannona amplexicaulis
Pseudannona amplexicaulis là loài thực vật có hoa thuộc họ Na. Loài này được (Lam.) Saff. miêu tả khoa học đầu tiên năm 1913.